# Morro Agudo
Morro Agudo este un oraș în São Paulo (SP), Brazilia.